# Ephyra Lake
Der Ephyra Lake ist ein kleiner, rund 9 m tiefer und bumerangförmiger See an der Ingrid-Christensen-Küste des ostantarktischen Prinzessin-Elisabeth-Lands. In den Vestfoldbergen liegt er westlich des Medusa Lake, mit dem er zeitweilig über einen 1 m breiten und 0,5 m tiefen Kanal in Verbindung steht.
Das Antarctic Names Committee of Australia benannte ihn 1995 nach der Ephyralarve, der Larvenform bei Schirmquallen.